# Agamedes
Agamedes (Oudgrieks: Ἀγαμήδης, Agamēdēs) was in de Griekse mythologie een zoon van Erginus.

## Familie
Agamedes was de vader van Cercyon bij Epicaste, die ook een stiefzoon bij hem bracht, Trophonius, die volgens sommigen een zoon van Apollo was. Volgens anderen was Agamedes een zoon van Apollo en Epicaste, of van Zeus en Iocaste, en vader van Trophonius. In de meest voorkomende verhalen was Trophonius zijn broer.

## Mythologie

### De tempel van Apollo in Delphi
De twee broers zouden zich hebben onderscheiden als architecten, vooral in het bouwen van tempels en paleizen. Ze bouwden de tempel van Apollo die het orakel van Delphi huisvest. Een traditie vermeld door Cicero stelt dat Agamedes en Trophonius, na deze tempel te hebben gebouwd, de god smeekten om hen als beloning voor hun werk te belonen met wat het beste was voor mannen. Het orakel vertelde de broeders dat ze moesten doen wat ze maar zes dagen wilden en op de zevende dag zou hun grootste wens worden ingewilligd. Ze deden het en werden dood aangetroffen op de zevende dag. Het gezegde "those whom the gods love die young" (Engels gezegde: wordt vaak gezegd als iemand jong overlijdt) komt uit dit verhaal.

### De schatkamer van Hyrieus
Ze bouwden ook een schatkamer van Hyrieus, koning van Hyria in Boeotia. De scholiast op Aristophanes geeft een iets ander verhaal van Charax van Pergamum en laat hen de schatkist voor koning Augeas bouwen. Het verhaal over deze schatkamer in Pausanias vertoont een grote gelijkenis met wat Herodotus vertelt over de schatkamer van de Egyptische koning Rhampsinit. Bij de constructie van de schatkamer van Hyrieus hebben Agamedes en Trophonius een manier gevonden om één steen zodanig te plaatsen dat deze van buiten weggenomen kon worden. Zo werd een ingang gevormd naar de schatkamer, zonder dat iemand het waarnam. Agamedes en Trophonius roofden de schatkist voortdurend; en de koning zag dat de sloten dicht waren en zegels niet geschonden waren, terwijl zijn schatten voortdurend kleiner werden. Toen plaatste hij vallen om de dief te vangen. Agamedes werd gevangen in een van deze strikken en Trophonius sneed zijn hoofd af om de identiteit van Agamedes geheim te houden. 
Er wordt ook gezegd dat Trophonius smeekte om de hulp van zijn vader Apollo, maar er kwam geen hulp. Hierna werd Trophonius onmiddellijk door de aarde verzwolgen. Op deze plek was er daarna, in het bosje van Lebadeia, de zogenaamde grot van Agamedes, met een zuil naast de rand. Hier was ook het orakel van Trophonius, en degenen die het consulteerden, boden eerst een ram aan Agamedes en deden een beroep op hem.